# 민주집회당
민주집회당(民主集會黨, 그리스어: Δημοκρατικός Συναγερμός Dimokratikós Sinagermós[*], DISY)은 키프로스의 보수주의와 기독교 민주주의 정당이다. 2016년 총선거 결과, 키프로스의 제1당이 되었다.